# TFPT
TFPT (англ. TCF3 fusion partner) – білок, який кодується однойменним геном, розташованим у людей на короткому плечі 19-ї хромосоми. Довжина поліпептидного ланцюга білка становить 253 амінокислот, а молекулярна маса — 28 278.
| 10         |  | 20         |  | 30         |  | 40         |  | 50         |
| ---------- |  | ---------- |  | ---------- |  | ---------- |  | ---------- |
| MELEQREGTM |  | AAVGFEEFSA |  | PPGSELALPP |  | LFGGHILESE |  | LETEVEFVSG |
| GLGGSGLRER |  | DEEEEAARGR |  | RRRQRELNRR |  | KYQALGRRCR |  | EIEQVNERVL |
| NRLHQVQRIT |  | RRLQQERRFL |  | MRVLDSYGDD |  | YRASQFTIVL |  | EDEGSQGTDA |
| PTPGNAENEP |  | PEKETLSPPR |  | RTPAPPEPGS |  | PAPGEGPSGR |  | KRRRVPRDGR |
| RAGNALTPEL |  | APVQIKVEED |  | FGFEADEALD |  | SSWVSRGPDK |  | LLPYPTLASP |
| ASD        |  |            |  |            |  |            |  |            |

A: Аланін

C: Цистеїн

D: Аспарагінова кислота

E: Глутамінова кислота

F: Фенілаланін

G: Гліцин

H: Гістидин

I: Ізолейцин

K: Лізин

L: Лейцин

M: Метіонін

N: Аспарагін

P: Пролін

Q: Глутамін

R: Аргінін

S: Серин

T: Треонін

V: Валін

W: Триптофан

Кодований геном білок за функцією належить до фосфопротеїнів. 
Задіяний у таких біологічних процесах, як апоптоз, транскрипція, регуляція транскрипції, пошкодження ДНК, репарація ДНК, рекомбінація ДНК, альтернативний сплайсинг. 
Локалізований у ядрі.